# دانشگاه زنان دونگ‌دوک
دانشگاه زنان دونگ‌دوک (کره‌ای: 동덕여자대학교؛ انگلیسی: Dongduk Women's University؛ اختصاری DWU) یک دانشگاه خصوصی در کره جنوبی است. دانشگاه زنان دونگ‌دوک از مدرسه دخترانه دونگ‌دوک که در سال ۱۹۵۰ تأسیس شد، منشأ گرفته است. دانشگاه زنان دونگ‌دوک شامل هشت کالج، شش دپارتمان، ۱۸ رشتهٔ تحصیلی، ۱۶ دپارتمان رشته‌های تحصیلی و ۷ دانشکده تحصیلات تکمیلی است. این دانشگاه حدود ۷٬۵۰۰ دانشجو و ۳۵۰ عضو هیئت علمی دارد.

## فارغ‌التحصیلان برجسته
- اکسی (کازمیک گرلز)[۱][۲]
- گونگ هیون جو
- هان جی اون[۳]
- جون یو بین
- جون سو مین[۴]
- جو یون هی
- جونگ هو یون[۵]
- جونگ جی سو
- کیم آه جونگ
- بونا (کازمیک گرلز)
- لی سونگ کیونگ[۶]
- لی سو کیونگ
- لی یونگ اون
- لیم نا یونگ (پریستین)
- میونگ سه بین
- هان سو اون
- پارک شی اون
- سو هیون جین (میلک)
- یون جی مین